# Școli juridice în islam
Școlile juridice din islam (arabă: المذاهب al-maḏāhib, de la singularul المذهب al-maḏhab „orientare”, „direcție”, „doctrină”) sunt școli de interpretare a legii islamice, șaria (arabă: شريعة šarīʽa) , pornind de la fundamentele dreptului canonic (arabă: أصول الفقه ʹuṣūl al-fiqh): Coranul și ḥadīṯ-urile. Sunniții recunosc patru școli juridice: (malekit, hanefit, șafeit și hanbalit). Șiiții recunosc trei școli: jaʽfarită (duodecimană), ismaelită (septimană) și zaydită. Ibadiții au și ei propria școală.

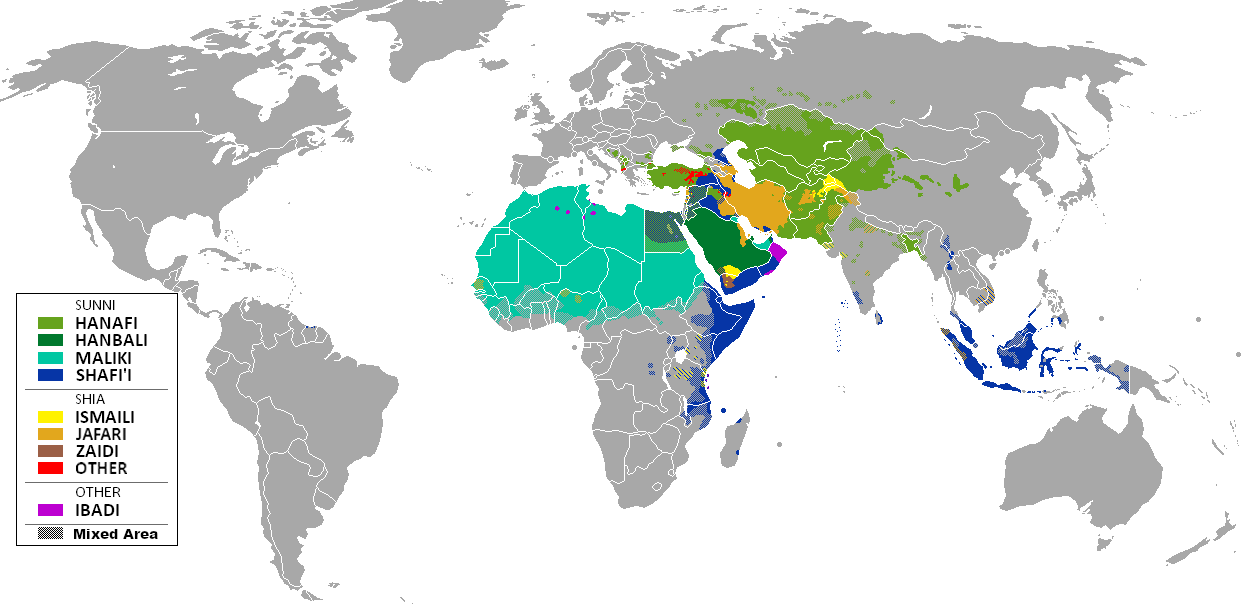
Răspândirea școlilor de jurisprudență islamică

## Apariția școlilor juridice
La început, școlile juridice constituiau anumite cercuri de învățați musulmani, care căutau soluții juridice la problemele nou ivite. Cu timpul, aceste grupări și-au sistematizat preceptele juridice, devenind „școli juridice” în adevăratul sens al cuvântului, fiecare dintre acestea propunând căi diferite de soluționare pentru o problemă apărută. Fiecare musulman aparține unei astfel de școli, iar chestiunile juridice pe care le întâmpină (de exemplu probleme legate de moștenire, de căsătorie etc.), precum și ritualurile de rugăciune trebuie rezolvate în conformitate cu școala căreia aparține. 
În conformitate cu șaria (arabă: شريعة šarīʽa), toate actele sunt calificate drept „obligatorii” (arabă: واجب wāğib), „meritorii și recomandate” (arabă: مندوب mandūb sau مستحب mustaḥabb), interzise (arabă: حرام ḥarām), condamnabile (arabă: مكروه makrūh) și indiferente (arabă: مباح mubāḥ). În felul acesta, se spune, islamul integrează întreaga viață, iar musulmanul poate să-și modeleze existența, spiritualizând-o în întregul ei. În esență, șaria este conținută în Coran. Forma exterioară în care sunt promulgate prescripțiile pentru a se putea aplica tuturor domeniilor vieții umane este rezultatul unui proces care a durat aproximativ trei secole. Principiile legii conținute în Coran au fost explicate și dezvoltate prin ḥadīṯ, acesta fiind a doua sursă a legislației canonice sunnite. Pentru înțelegerea și aplicarea tuturor acestora, autoritatea supremă este consensul comunității (arabă: إجماع ʹiğmāʽ).Un alt principiu utilizat pentru înțelegerea și aplicarea prescripțiilor la situații particulare este cel al „analogiei” (arabă: قياس qiyās), ceea ce înseamnă utilizarea rațiunii umane pentru a compara situații noi cu cele deja prevăzute în legislație. În diferite perioade ale istoriei islamului, a variat ponderea căpătată de așa-numitul „efort de interpretare” (arabă: اجتهاد iğtihād), care încearcă să adapteze legea condițiilor mereu schimbătoare ale existenței concrete a societății musulmane.  Iğtihād-ul, controversat datorită raționalității sale „profane”, este „încheiat” în mod oficial la sunniți din secolele XI-XII . În funcție de ponderea pe care o acordă acestui „efort de interpretare” și în funcție de mici detalii care nu sunt legate de esența legislației se constituie cele patru „școli juridice” sau „rituri” ale sunnismului (malekit, hanefit, șafeit și hanbalit), precum și legislația șiită (jaʽfarită sau duodecimană, zaydită și ismailită).
Spre deosebire de islamul sunnit pentru care principalele surse de legislație sunt reprezentate de Coran și ḥadīṯ, islamul șiit consideră Nahğ al-Balāġa ca fiind „prima carte demnă de încredere după Coranul cel Sfânt și înainte de culegerea de rugăciuni a imamului Al-Sağğād, cel de-al patrulea imam șiit", la care se mai adaugă o serie de ḥadīṯ-uri.
Pentru informații în plus, vezi "Jurisprudența islamică".

## Școli juridice

### Școli juridice sunnite
Trebuie subliniat faptul că diferențele între cele patru școli sunt mici, având în vedere că toate se revendică de la Coran ca sursă esențială, și toate acceptă tradiția consemnată în ḥadīṯ. Diferențele constau în ponderea pe care o acordă consensului comunității și interpretărilor pe bază de raționament analogic. În relațiile lor reciproce, cele patru școli dau dovadă de toleranță, în general, considerându-se că toate exprimă voința lui Dumnezeu, cu diferențe firești, deci toate sunt sunnite „ortodoxe”.

#### Hanefită
Este cea mai veche dintre școli, fiind numită după întemeietorul ei Abū Ḥanīfa (arabă: أبو حنيفة )(m. 767). Acesta s-a născut la Kufa, în anul 699. A devenit conducătorul cercului de juriști din localitate. Se pare că a scris două cărți, pierdute între timp, dar transmise de ucenicii săi. Flexibilitatea metodologiei hanefite a permis dezvoltarea dreptului islamic într-o formă care să-l facă potrivit condițiilor speciale din Irak.  Mai târziu, școala hanefită a fost adoptată de selgiukizi și de otomani, astfel că învățăturile lui Abū Ḥanīfa sunt urmate în Turcia, în țările cucerite de turci, în cele desprinse din fostul Imperiul Otoman, în cele din Asia Centrală și în nordul Indiei, ceea ce face ca aproape jumătate din islamul mondial să fie atașat dreptului canonic hanefit.  Școlii lui Abū Ḥanīfa i s-a atribuit meritul de a fi înțeles mai bine decât rivalele ei că trebuia alocat un loc potrivit opiniei personale (arabă: رأي raʹy), la care se apelează atunci când nu se găsește un precedent al cazului în Coran și ḥadīṯ-uri. I s-a reproșat, pe de altă parte, că a redus prin aceasta rolul sunnei, lovindu-se, astfel, încă de la început de opoziția școlii medineze, al cărei conducător, Mālik Ibn ʹAnas, a socotit că se cuvine să revendice drepturile imprescriptibile ale sunnei profetice. 

#### Malekită
A fost înființată de Mālik Ibn ʹAnas (arabă: مالك بن أنس ) (m. 795), autorul primei colecții de ḥadīṯ-uri, al-Muwaṭṭaʹ (arabă: الموطأ) care a funcționat pe post de tratat de drept musulman. Fiind exponentul cercului juridic din Medina, Mālik Ibn ʹAnas a dezvoltat soluții juridice mai rigide decât Abū Ḥanīfa, fiind preocupat mai puțin de acomodarea lor la situațiile „moderne”.  Școala malekită pretinde că a păstrat mai bine moștenirea pură a ortodocșilor și că, în opțiunile sale, aplică ‘‘sunna’’ urmată de profet și de discipolii acestuia (arabă: الصحابة aṣ-ṣaḥāba).  Una dintre rațiunile pentru care Mālik Ibn ʹAnas folosește mai rar opinia personală este că în vremea lui legea nu devenise încă o știință care să se ocupe în mod special de drept.  Școala sa s-a răspândit în nordul Africii, iar de acolo în Africa sahariană musulmană, precum și în Spania islamică. Malekismul privilegiază opinia personală și raționamentul prin analogie, mai degrabă decât ḥadīṯ-ul. Astăzi este dominant în Africa de Nord (mai puțin Egiptul) și de Vest..

#### Șafeită
Școala imamului Aš-Šāfiʽī (arabă: ابو عبدالله محمد بن إدريس الشافعيّ) (m. 820), considerat fondatorul principiilor de drept musulman (arabă: أصول الفقه ʹuṣūl al-fiqh), a fost predominantă mai întâi sub dominația abbasizilor, întemeietorul fiind înrudit cu aceștia – până în momentul în care Abū Yūsuf (arabă: أبو يوسف), discipol al lui Abū Ḥanīfa, i-a disputat întâietatea în Irak. Din Irak, șafeiții s-au răspândit pe coasta Golfului Persic, în sudul Arabiei, în Africa orientală, în insulele din Oceanul Indian, în Palestina, în Hijaz și în Egiptul de Jos. Înainte de perioada otomană, școala șafeită număra cei mai mulți adepți, astăzi fiind surclasată de școala hanefită. Mormântul fondatorului se găsește la Cairo, de unde se răspândește învățătura șafeită. Școala al-Azhar a fost transformată în centru doctrinar de către fatimizi. Printre personalitățile de rit șafeit se numără al-Ghazali.  Școala șafeită a avut pretenția să se interpună, să împace și să afle calea de mijloc între hanefiți și adversarii lor. Metoda ei a reușit cel puțin să determine mai exact decât până atunci valoarea fiecăreia dintre cele patru fundamente, mai ales a consensului, să precizeze rolul care trebuia să-i revină analogiei, să disciplineze recursul la opinia personală și să preîntâmpine astfel posibilul abuz de deducții logice (arabă: استحسان istiḥsān).  Jurisprudența șafeită se bazează pe acceptarea tradițiilor și pe analogie când este necesar. Consensul ʽulemalelor este acceptat dar nu privilegiat. .

#### Hanbalită
Predominantă, în prezent, în Arabia Saudită, cea mai tradiționalistă școală juridică sunnită nu a reușit să se se facă acceptată și să se impună decât începând cu secolul al VI-lea. Înainte de acest moment, ei erau considerați doar adepți ai tradiției, întrucât întemeietorul școlii, Ibn Ḥanbal (arabă:احمد بن محمد بن حنبل ابو عبد )(m. 855), nu părea să aibă alte aspirații. Această școală cu tendințe rigide și foarte combative reprezenta extrema dreaptă a intransigenței ortodoxe. De teama hanbaliților, trupul lui aṭ-Ṭabarī (arabă: الطبري), cărturar de origine persană foarte conservator care se făcuse vinovat de a nu-l fi elogiat suficient pe Ibn Ḥanbal, a fost îngropat pe timp de noapte. Școala hanbalită se arată foarte atașată de litera Coranului și a ḥadīṯ-ului. Dintre cele patru școli, nici una nu arată mai multă ostilitate față de sufism decât aceasta. Ea minimalizează rolul opiniei personale, consensului și al analogiei , fiind de așteptat ca acestea să aducă inovații (singular arabă: بدعة bidʽa) care să contravină Coranului și ḥadīṯ-ului. Respinge, de asemenea, folosirea argumentelor care nu invocă autoritatea profetului sau ai discipolilor acestuia. Această școală a avut numeroși adepți în Siria și Mesopotamia, unde selgiukizii au provocat declinul ei, prin susținerea ferventă a școlii hanefite. Ibn Taymiyya (arabă: ابن تيمية) și discipolii săi au inițiat în secolul al XIV-lea o renaștere a acestei școli în Siria. Influența otomanilor, care a continuat mișcarea reacționară inițiată de selgiukizi, a adus prejudicii grave acestei școli, avantajând școala lui Abū Ḥanīfa, care a fost numit uneori „imamul suprem”. La mijlocul secolului al XVIII-lea, reforma wahhabită, în frunte cu Muḥammad Ibn ʽAbd al-Wahāb (arabă: محمد بن عبد الوهاب), a readus la viață în Arabia Saudită sistemul lui Ibn Ḥanbal. Hanbaliții sunt și mai radicali decât malikiții întrucât nu acceptă opinia personală decât în cazurile fără soluție, în absența oricărei reglementări coranice sau a oricărui precedent în ḥadīṯ. De aici a rezultat pentru ei obligația de a se arăta deschiși chiar și față de ḥadīṯ-urile cele mai vulnerabile. Autorii hanbaliți nu văd mântuirea decât în ascultarea servilă față de „tradiția strămoșilor”. „Sunna este veșmântul de deasupra și cel de dedesubt; la ei toate lucrurile trebuie să fie îndreptate spre qibla, din respect pentru ea.” 

### Școlile șiite

Sectele șiite

#### Jaʽfarită (duodecimană)
Șiiții duodecimani („cu doisprezece imami") formează, din punct de vedere numeric, principala ramură a șiismului. Religia oficială a Iranului încă din timpul dinastiei safavide, șiismul duodeciman este majoritar în Irak (55-65% din populație), numărând și importante comunități în Liban și Pakistan. Spre deosebire de ismaeliți și de zaydiți, șiiții duodecimani cred că al doisprezecelea imam de la Muḥammad și ʽAlī (ambii aflându-se pe un plan de egalitate) trăiește încă ascuns de când a fost „ocultat” din această lume în secolul al IX-lea. El va reveni la capătul timpurilor ca mahdī (arabă: مهدي, „cel așteptat”) pentru a face să domnească dreptatea în lume. Imamatul se transmite prin desemnare divină de la profet, trecând prin ʽAlī, imamii ajungând să fie învestiți cu calități aproape divine, ceea ce pentru sunniți reprezintă o erezie. Imamii sunt intermediari între Dumnezeu și oameni, cărora le sunt ghizi infailibili. Membrii cei mai sus plasați în ierarhia religioasă duodecimană, ayatollahi (singular arabă: أية الله „semnul lui Dumnezeu”), au facultatea de a lua decizii canonice prin iğtihād, posibilitate „închisă” definitiv în secolul al XII-lea pentru sunniți. 

#### Ismaelită (septimană)
Ismaeliții, sau șiiții septimani („cu șapte imami”), sunt deseori considerați a fi extremiști. Heterodoxă față de sunnism, doctrina septimană insistă asupra unei interpretări alegorice, chiar gnostice, a textelor sacre și crede în metempsihoză. Acestora nu li se transmite decât o singură dată adevărata cunoaștere, câștigată sub conducerea unui imam. Doctrina arată evidente influențe ale maniheismului iranian, ale neoplatonismului și probabil ale gândirii indiene. Ezoteric în esență, în ciuda aspectului său politic militant, ismaelismul pune înainte de orice accentul pe diferența dualistă fundamentală dintre „ceea ce este aparent, vizibil” (arabă: ظاهر ẓāhir) și „ceea ce este ascuns” (arabă: باطن bāṭin) în scrierile relevante. Adevărul este accesibil doar inițiaților, în special prin interpretarea sensului mistic al literelor și al cifrelor. Printre subsectele septimane se numără: karmațienii, asasinii, adepții lui Aga Khan și druzii (unii specialiști nu o consideră ramură a ismaelismului). Comunități ismaelite există astăzi în Siria, Liban, Iran, până în Asia Centrală. 

#### Zaydită
Zaydiții („cu cinci imami”) sunt cei mai moderați dintre șiiți. Fondatorul mișcării este imamul șiit de origine persană, ʽAlī ibn al-Ḥusayn (arabă: علي بن الحسين), numit și Zayn Al-Abidin, nepot al lui Ḥusayn. Pentru el, puterea aparține oricărui descendent al lui Muḥammad, în absența unui principiu dinastic. Zaydiții s-au stabilit în Yemen, unde constituie astăzi aproximativ 40-45% din totalul populației. 

### Școala ibadită
Fondată de ibn ʹIbāḍ (arabă: عبدالله بن اباض التميمي ), școala ibadită se bazează în primul rând pe Coran și sunna, a treia sursă fiind reprezentată de sunna urmată de discipolii profetului (arabă: الصحابة aṣ-ṣaḥāba). Ibadiții acordă o importanță deosebită ḥadīṯ-urilor întrucât cei mai importanți membri ai acesteia erau specialiști în ḥadīṯ. Majoritatea ibadiților sunt concentrați astăzi în Oman, unde reprezintă aproximativ 75% din populație.